# Демниг, Гюнтер
Гюнтер Демниг (нем. Gunter Demnig, род. 27 октября 1947, Берлин) — немецкий художник. Наибольшую известность он получил благодаря своему проекту «Камни преткновения», призванному увековечить память жертв нацизма.

## Биография
Гюнтер Демниг родился в Берлине в 1947 году. Вырос в Науэне и Берлине, получил аттестат зрелости в 1967 году. В возрасте 18 лет он узнал, что его отец служил в немецкой армии до и во время Второй мировой войны и при этом скрывал всё, что было связано с войной, несмотря на многочисленные попытки Демнига обсуждать с ним эту тему.
В конце 1960-х Демниг учился в Берлинском университете искусств. С 1971 года продолжил художественное образование в Кассельском художественном университете, а с 1974 года — в Университете Касселя. С 1980 по 1985 год Демниг работал на художественном факультете университета. В 1985 году он основал собственную студию в Кельне.
В 1992 году он придумал проект «Камни преткновения», посвященный памяти жертв Холокоста. Этот проект он начал реализовывать в 1996 году. С тех пор тысячи этих небольших мемориалов были установлены во многих странах Европы, где в годы Второй мировой войны осуществлялось преследование и геноцид евреев.
Больше всего таких камней установлено в Берлине - более 3000 на 2014 год.

## Награды
- Кавалерский крест ордена «За заслуги перед Федеративной Республикой Германия» (2005)
- Орден «За заслуги перед земли Баден-Вюртемберг» (2012)
- Берлинский медведь[нем.] (2014)
- Орден «За заслуги перед землёй Северный Рейн-Вестфалия» (2019)